# Kreuz des Südens
Das Kreuz des Südens, auch Crux (lateinisch crux ‚Kreuz‘) oder englisch Southern Cross, ist ein kleines, aber markantes Sternbild des Südhimmels. Durch seine vier hellen Sterne und die Nähe zu jenen des Zentauren ist es eine sehr auffällige Konstellation. Mit der Bezeichnung Kreuz des Südens wird nicht nur auf das Sternbild, sondern sehr oft nur auf den durch seine vier hellsten Sterne gebildeten Asterismus Bezug genommen, der auch zur genäherten Orientierung nach Süden benutzt wird.

## Beschreibung

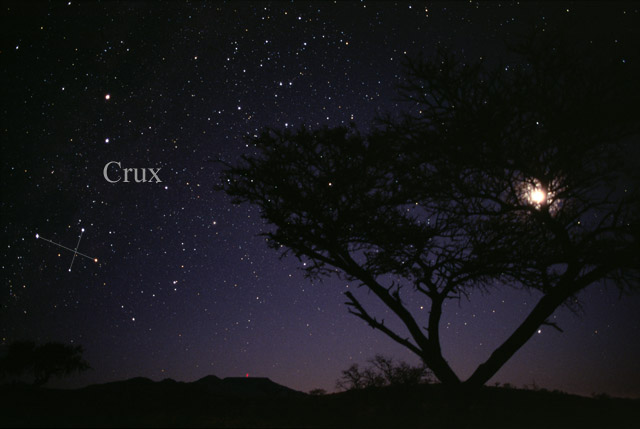
Das Sternbild Crux, wie es mit dem bloßen Auge gesehen werden kann

Das Kreuz des Südens ist das kleinste der 88 heutigen Sternbilder, jedoch sehr auffällig und weithin bekannt. Die vier hellsten Sterne (drei von erster Größe, die auch leicht beobachtbare Doppelsterne sind) bilden ein markantes Kreuz am Himmel. Es liegt inmitten des hellen Bandes der Milchstraße. Südlich ist bereits freiäugig eine deutliche Dunkelwolke, der „Kohlensack“, zu sehen.
Alpha, Beta und Gamma Crucis sind leicht beobachtbare Doppelsterne, drei weitere helle sind Iota, My und Chi Crucis.
Ein heller Sternhaufen 4. Größe, NGC 4755, wurde von John Herschel „Schmuckkästchen“ genannt. Weitere schon im Feldstecher sichtbare Sternhaufen sind NGC 4349, NGC 4439, NGC 4463 sowie NGC 4052, NGC 4103 und H5.
Das Sternbild ist im Osten, Westen und Norden vom ausgedehnten Sternbild Zentaur umgeben, im Süden von der Fliege (Musca). Von Europa aus ist es nicht zu sehen, sondern erst in Äquatornähe. Die längliche Kreuzachse Alpha – Gamma Crucis zeigt, fünfmal verlängert, annähernd zum südlichen Himmelspol, weshalb die Konstellation früher Bedeutung für die Navigation auf See hatte.

## Geschichte
Das Kreuz des Südens ist keines der 48 klassischen Sternbilder der Antike. Zur Zeit des antiken Griechenlands war das Sternbild zwar noch vom Mittelmeerraum zu sehen, wurde aber dem Zentauren zugeordnet. Durch die Präzessionsbewegung der Erde hat sich die sichtbare Position des Sternbildes inzwischen nach Süden verschoben. Dante scheint allerdings das Südkreuz als distinktes Sternbild bereits bekannt gewesen zu sein.
Als die europäischen Seefahrer im 16. Jahrhundert die südlichen Meere durchfuhren, wurden sie wieder auf das Sternbild aufmerksam, wobei sie darin das Kreuz des christlichen Glaubens sahen. Das Kreuz diente ihnen auch zur Orientierung, da die senkrechte Achse zum südlichen Himmelspol zeigt. Die Sterne des Kreuzes als Orientierungshilfe waren bereits 1501 Amerigo Vespucci bekannt, genauer beschrieben wurden die Positionen von Andrea Corsali 1515. Als Sternbild in seiner heutigen Form wurde es zum ersten Mal 1589 von Petrus Plancius auf einem Himmelsglobus gezeichnet (auf einem Globus von 1589 befindet es sich noch falsch beim Eridanus). Als nächster nahm es auch Hevelius in seinen Atlas Firmamentum Sobiescianum (Uranographia) auf.

## Himmelsobjekte

### Sterne
Wegen der südlichen Lage haben die Sterne keine Flamsteed-Bezeichner.
| B  | Namen o. andere Bezeichnungen | Größe        | Lj   | Spektralklasse |
| -- | ----------------------------- | ------------ | ---- | -------------- |
| α  | Acrux, Trishanku              | 0,77m        | 321  | B0 IV + B1V    |
| β  | Becrux, Mimosa                | 1,25m        | 353  | B0 III + G?    |
| γ  | Gacrux                        | 1,59m        | 87,9 | M4 III + A3    |
| δ  | Decrux, Delcrux               | 2,79m        | 364  | B2 IV          |
| ε  | Epsilon Crucis                | 3,4 bis 4,0m | 228  | K3 III         |
| μ1 | My Crucis                     | 4,03m        | 378  | B1 IV          |
| ζ  | Zeta Crucis                   | 4,06m        | 361  | B2 V           |
| η  | Eta Crucis                    | 4,14m        | 64,2 | F2 III         |
| θ1 | Theta Crucis                  | 4,32m        | 230  | A              |
| λ  | Lambda Crucis                 | 4,62m        | 360  | B4 V           |
| ι  |                               | 4,68m        | 125  | K1 III + V     |
| θ2 |                               | 4,72m        | 753  | B2 IV          |
| μ2 |                               | 5,08m        | 378  | B5 V           |
| κ  |                               | 5,89m        | 1700 | B5 I-a         |

Die hellsten Sterne tragen die Namen Acrux, Becrux, Gacrux und Decrux. Dies sind einfach Kürzel für alpha, beta, gamma und delta in Verbindung mit dem lateinischen Namen Crux.

### Doppelsterne
| System | Größen             | Abstand   |
| ------ | ------------------ | --------- |
| α      | 1,3m / 1,7m / 4,8m | 4,0 / 90″ |
| β      | 1,3m / 11,2m       | 44″       |
| γ      | 1,6m / 6,4m        | 128″      |
| ι      | 4,7m / 7,8m        | 26,4″     |
| μ      | 4,03m / 5,08m      | 34,9″     |

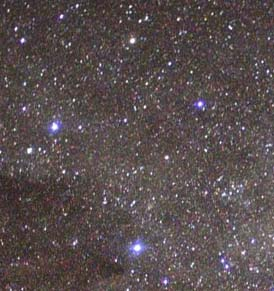
Kreuz des Südens

Acrux ist ein Dreifachstern, bestehend aus zwei extrem leuchtstarken Sternen der Spektralklassen B1 und B2 sowie einer etwas schwächeren Komponente der Spektralklasse B4. Schon in einem kleinen Teleskop sind drei weiß leuchtende Sterne sichtbar.
Gacrux ist ein Doppelstern, bestehend aus einem sehr leuchtstarken roten Riesenstern der Spektralklasse M4 und einem schwächeren, weißlichen Begleiter der Spektralklasse A3. Aufgrund seines weiten Winkelabstandes von 128 Bogensekunden kann das System bereits im Fernglas getrennt werden.

### Veränderliche Sterne
| Stern | Größe        | Periode      | Typ                               |
| ----- | ------------ | ------------ | --------------------------------- |
| β     | 1,25m        |              | Beta-Cephei-Stern                 |
| ε     | 3,4 bis 4,0m | unregelmäßig | unregelmäßig veränderlicher Stern |

Becrux (auch Mimosa genannt) ist ein 353 Lichtjahre entfernter Veränderlicher Stern vom Typ Beta-Cephei.
ε Crucis ist ein unregelmäßig veränderlicher Stern, dessen Helligkeit ohne erkennbare Periode zwischen 3,4 und 4,0m schwankt. Er ist 150 Lichtjahre entfernt und gehört der Spektralklasse K3 an.

### NGC-Objekte
| NGC  | sonstige | Größe | Typ                 | Name                                         |
| ---- | -------- | ----- | ------------------- | -------------------------------------------- |
| 4349 |          | 7,4m  | Offener Sternhaufen |                                              |
| 4755 |          | 4,2m  | Offener Sternhaufen | Jewelbox (Juwelenschachtel), Schmuckkästchen |
|      |          |       | Dunkelnebel         | Kohlensack                                   |

Der Offene Sternhaufen Herschels Schmuckkästchen ist etwa 5000 Lichtjahre entfernt. Schon mit bloßem Auge ist eine Konzentration von Sternen erkennbar. Im Fernglas und im Teleskop bietet sich ein prächtiger Anblick von bläulichen und orange-roten Sternen.
Südwestlich vom Kreuz des Südens befindet sich ein auffälliger Dunkelnebel, der Kohlensack genannt wird. Es handelt sich dabei um eine Materiewolke aus Gas und Staub in 500–600 Lichtjahren Entfernung, die das Licht der dahinter stehenden Sterne absorbiert. Im Fernglas zeigen sich interessante Strukturen.

## Bestimmung des geografischen Südpols
Bei der Bestimmung des geografischen Südpols hilft das Kreuz des Südens, ähnlich wie auf der Nordhalbkugel der Große Wagen, beim Finden des Polarsterns. Man verlängert die große Achse des Kreuzes in die Richtung, an der sie länger ist, um etwa 4,5 mal. Damit ist der Himmelssüdpol bestimmt. Von dort zum Horizont gelotet, befindet sich der geografische Südpol.

## „Falsches Kreuz des Südens“

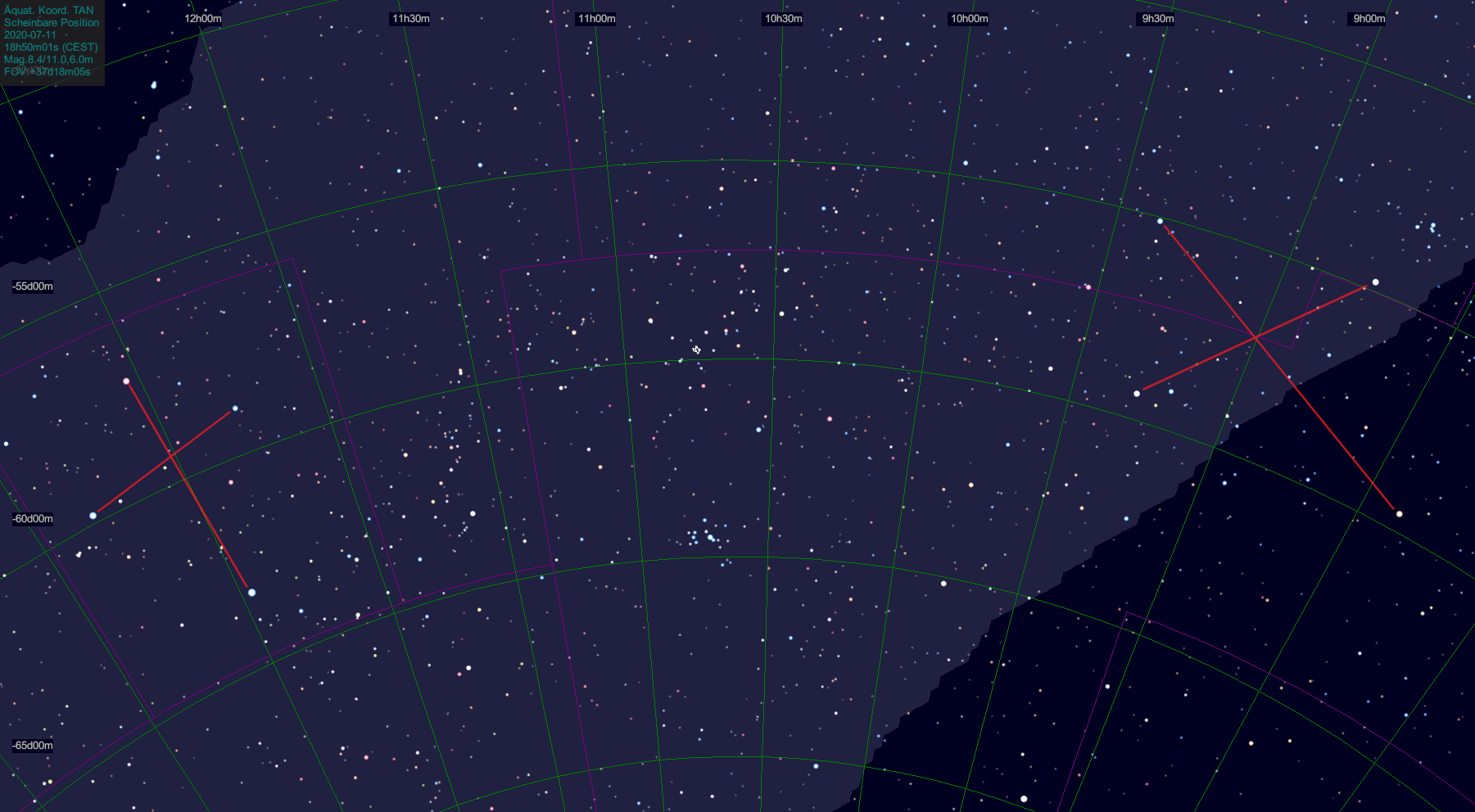
„Echtes“ Kreuz (links) und falsches Kreuz (rechts)

Die Sterne δ und κ Velorum zusammen mit ι und ε Carinae, welche ebenfalls am Himmel der Südhemisphäre zu sehen sind, bilden eine ähnliche Form und werden daher auch als „Falsches Kreuz des Südens“ bezeichnet, das keinesfalls als Referenz der Südrichtung herangezogen werden darf. Auch das falsche Kreuz hat drei weiße und einen rötlicheren Stern.

## Darstellungen des Kreuzes des Südens
Das Kreuz des Südens ist ein beliebtes Motiv für Flaggen und Wappen auf der Südhalbkugel. So ist es auf den Nationalflaggen und -wappen Australiens, Brasiliens, Neuseelands und Samoas dargestellt und auf der Flagge Papua-Neuguineas zu sehen. Auch die Flaggen und Wappen vieler Regionen und Städte sowie Regierungsorganisationen aus Südamerika und Ozeanien zeigen das Kreuz des Südens.